# Пономариця
Пономариця (рос. Пономарица) — присілок в Ветлузькому районі Нижньогородської області Російської Федерації.
Населення становить 21 особу. Входить до складу муніципального утворення Мошкинська сільрада.

## Історія
Від 2009 року входить до складу муніципального утворення Мошкинська сільрада.

## Населення
| 1897 | 1907 | 1916 | 1999 | 2002 | 2010 |
| ---- | ---- | ---- | ---- | ---- | ---- |
| 159  | ↘138 | ↗140 | ↘25  | ↘22  | ↘21  |